# Erchie
Erchie es una localidad italiana de la provincia de Brindisi, región de Puglia, con 8.995 habitantes.

## Evolución demográfica
| Gráfica de evolución demográfica de Erchie entre 1861 y 2001 |
|                                                              |
| Fuente ISTAT - elaboración gráfica de Wikipedia              |